# Bitka pri Breitenfeldu (1631)
Bitka pri Breitenfeldu je potekala 17. septembra 1631 med katoliško (cesarsko) in protestantsko (švedsko-saško) armado. 